# Кярбер Кристьян Аугустович
Кристьян Аугустович Кярбер (14 травня 1909, місто Пернов Ліфляндської губернії, тепер місто Пярну, Естонія — 20 січня 1977, місто Таллінн, тепер Естонія) — радянський естонський діяч, бригадир комплексної бригади мулярів Талліннського будівельного тресту. Депутат Верховної Ради СРСР 4—5-го скликань. Герой Соціалістичної Праці (9.08.1958). 

## Життєпис
Народився в родині робітників. Закінчив початкову школу. З 1921 року працював на будівництві муляром, штукатуром, потім майстром у ремісничій школі. Влітку 1941 року евакуйований до міста Красноуральська Свердловської області.
У січні 1942 року був призваний до Червоної армії, учасник німецько-радянської війни. Служив візником санітарної роти 27-го стрілецького полку 7-ї Естонської стрілецької дивізії. Воював на Калінінському, 2-му Прибалтійському, Ленінградському фронтах.
Член ВКП(б) з листопада 1943 року.
Після демобілізації повернувся до Таллінна. З 1945 року працював маляром, штукатуром, муляром, відновлював місто.
У 1954—1962 роках — бригадир комплексної бригади мулярів Талліннського будівельного тресту («Талліннбуд»). Досконало оволодівши будівельними професіями, він успішно впроваджував передові методи праці, завдяки чому зміг досягти високих виробничих показників у будівництві. За його безпосередньої участі у Таллінні було зведено багато будівель.
Указом Президії Верховної ради СРСР від 9 серпня 1958 року за визначні успіхи, досягнуті у будівництві та промисловості будівельних матеріалів, Кярберу Кристьяну Аугустовичу присвоєно звання Героя Соціалістичної Праці з врученням ордена Леніна та Золотої медалі «Серп і молот».
З 1962 року — на пенсії в Таллінні.
Помер 20 січня 1977 року. Похований 25 січня 1977 року на Лісовому цвинтарі Таллінна.

## Військове звання
- єфрейтор

## Нагороди
- Герой Соціалістичної Праці (9.08.1958)
- орден Леніна (9.08.1958)
- два ордени Трудового Червоного Прапора (20.07.1950; 6.12.1957)
- медаль «За бойові заслуги» (14.10.1944)
- медалі
- Почесна грамота Президії Верховної ради Естонської РСР (23.08.1957).
- Заслужений будівельник Естонської РСР
- Почесний громадянин міста Таллінна (1972)